# كازو أوكي
كازو أوكي (باليابانية: 青木 一男 ) (و. 1889 – 1982 م) هو سياسي، ومحامي ياباني، كان عضوًا في الحزب الليبرالي الديمقراطي الياباني، توفي عن عمر يناهز 93 عاماً.

## مناصب
تولى منصب عضو مجلس المستشارين.

## التعليم
تعلم في جامعة طوكيو.

## جوائز
حصل على جوائز منها:
- الوشاح الأكبر لوسام الشمس المشرقة.